# ジャック・ダデルスワル＝フェルサン

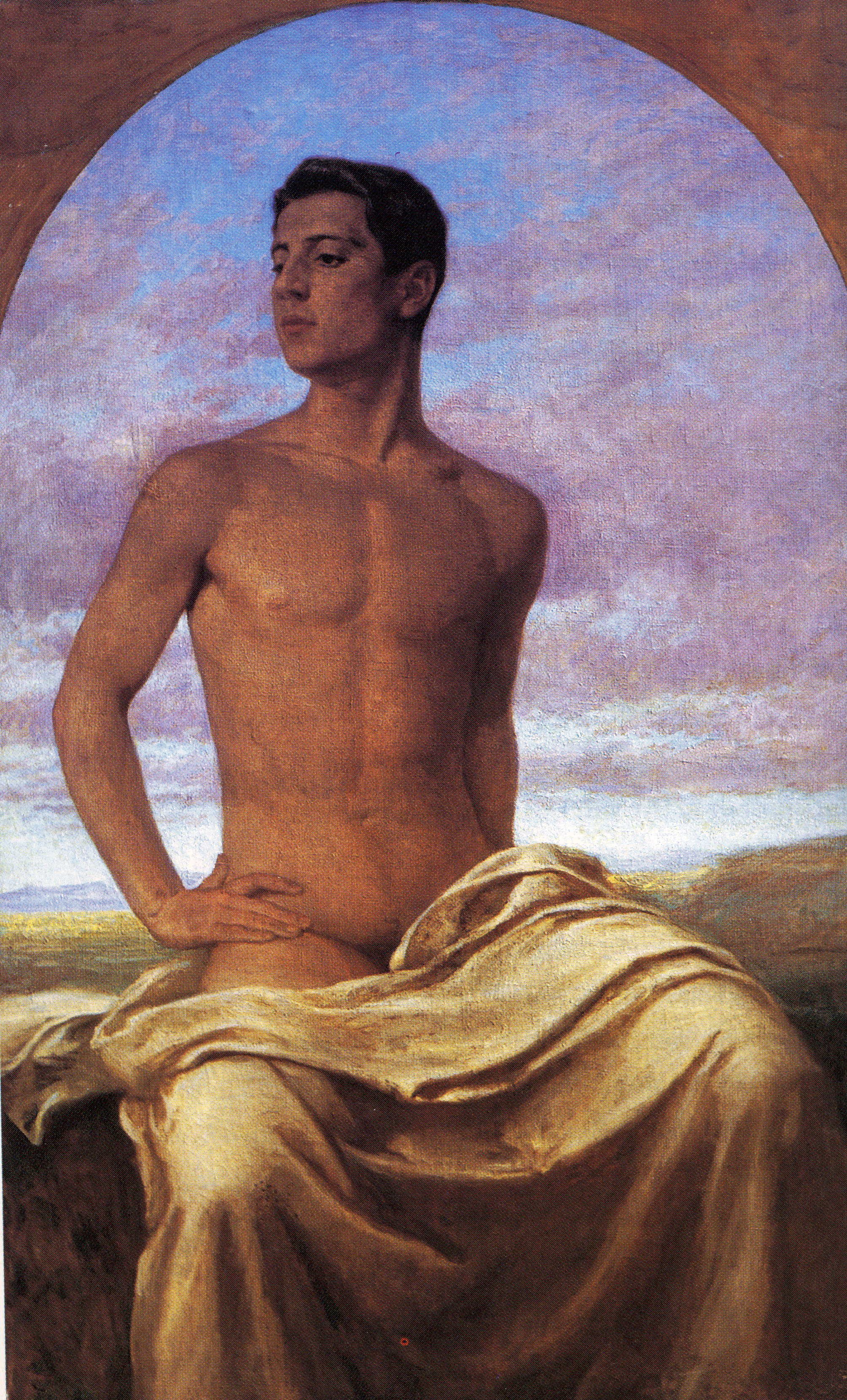
ダデルスワル＝フェルサンの恋人ニノ・チェサリーニ。パウル・ヘッカー画（1904年）

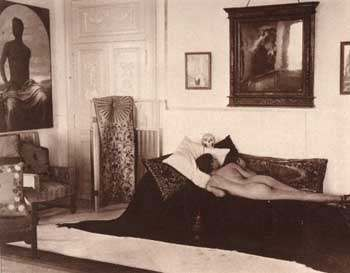
ヴィラ・リシスの自分の肖像画の飾られた部屋のカウチに裸体で横たわるニノ・チェサリーニ、ヴィルヘルム・プリュショー撮影

ジャック・ダデルスワル＝フェルサン（Jacques d'Adelswärd-Fersen, 1880年2月20日 - 1923年11月5日）は、フランスの貴族、小説家、詩人。男爵。未成年の学生を巻き込んだ少年愛事件を引き起こしてパリの社交界から追放され、同性の恋人ニノ・チェサリーニ（Nino Cesarini）と一緒にカプリ島で暮らした。作家としては無名だったが、カプリ島の「名物」的存在の1人として有名であった。

## 生涯
ジャック・ダデルスワルは父方を通じ、フランス王妃マリー・アントワネットの愛人ハンス・アクセル・フォン・フェルセン伯爵を出したスウェーデン貴族フェルセン家の血を引くため、後に自分の姓にフェルセンの家名を加え、「ダデルスワル＝フェルサン（d'Adelswärd-Fersen）」を名乗った。
ダデルスワルの祖父はムルト＝エ＝モゼル県のロンウィーで鉄鋼工場を成功させた人物で、ダデルスワルは1902年に22歳の若さで祖父の莫大な遺産を相続した。パリの社交界に出入りする上流家庭の多くが、娘を裕福なダデルスワル＝フェルサンに嫁がせようと狙っていた。ダデルスワルは軍隊を離れると、長い間海外旅行をし、その後、「Chansons Légères」などの何編かの詩や小説を発表した。
1903年、ダデルスワルはパリのフリーラン大通り18番地にある自分の邸宅でパリ社交界の名士たちを招いて黒ミサを主宰し、余興としてパリの上流学校に通う少年たちを呼び、彼らに猥褻な活人画を演じさせたとして逮捕された。ダデルスワルは未成年の少年との猥褻行為を犯した罪で有罪となり、6ヶ月間の懲役刑を受け、50フランの罰金を科せられ、5年間の市民権停止を言い渡された。
彼の裁判は、「男性との性行為」を行った罪を公衆の面前で裁かれ、社会的に抹殺された点で、1895年のオスカー・ワイルドの裁判と同質のものだった。しかしダデルスワルの場合は、彼の催した饗宴にパリ社交界の他の名士たちも招かれており、彼らが自分の身にスキャンダルが降りかかるのを恐れて裁判所に圧力をかけたため、幸運にも社会的制裁はゆるいものだった。
ダデルスワルは、スキャンダルのために人並みに結婚して家庭を持つことも出来なくなった。彼は若い頃に旅したカプリ島を懐かしみ、カプリに家を建ててそこに住むことを決心した。ダデルスワルは島の北東部のかなり奥まった地域にある丘の頂上部の地所を買い取った。この地所は、かつてローマ皇帝ティベリウスが紀元1世紀に建てたヴィラ・ヨーヴィス（ユピテル荘）の遺跡の近くだった。
1905年に完成したダデルスワルのカプリ島の邸宅は、当初は「グロリエット（Gloriette）」と名付けられた。しかし、後に彼は屋敷の名前を「ヴィラ・リシス」に変えた。リシスとは、プラトンの男性同士の友愛に関する対話「リュシス」の中で、青年ヒッポタレスが思いを寄せる美しい少年リュシスに因んでいる。
ダデルスワル＝フェルサンはヴィラ・リシスで、同性の恋人ニノ・チェサリーニと暮らし、後半生を送った。1923年、ダデルスワルはコカインの大量摂取により死亡した。自殺だったと考えられている。遺体は火葬され、カプリ島の非カトリックの墓地に埋葬された。彼は、アルフレッド・ジャリの『La Chandelle verte』、ロジェ・ペルフィットの『 L'Exilé de Capri』、コンプトン・マッケンジーの『Vestal Fire』などでフィクション化され、登場している。

## 著作活動
1905年にダデルスワル＝フェルサンが発表した小説、『リリアン卿（Lord Lyllian）』は、彼の代表作と考えられている。この小説は作家自身が1903年にパリで起こしたスキャンダルを、同時代に起きたオスカー・ワイルド事件を参考にしつつ、風刺した作品である。主人公リリアン卿は荒々しい放浪者であると同時に性愛に貪欲で、オスカー・ワイルドに酷似した性格の人物にそそのかされ、少年少女との情事に耽り、ついにはある少年を殺害する。ダデルスワル＝フェルサンが主催した黒ミサに対する世間の轟々たる非難に関しても、カリカチュアされている。この作品では事実とフィクションが大胆に混ぜ合わされ、ダデルスワルの自我は4人の登場人物に分けられて、表されている。
ダデルスワル＝フェルサンはまた、1909年に文芸月刊誌『アカデモ（Akademos. Revue Mensuelle d'Art Libre et de Critique）』を創刊した。同誌は各部の各ページを高級な紙で印刷した贅沢な雑誌で、寄稿者もコレット、アンリ・ゴーティエ＝ヴィラール、ロラン・テラード、ジョセファン・ペラダン、マルセル・ブールスタン、マクシム・ゴーリキー、ジョルジュ・エクハウト、アシール・エスバック、クロード・フェレール、アナトール・フランス、フィリッポ・トンマーゾ・マリネッティ、アンリ・バルビュス、ジャン・モレアス、アーサー・シモンズと豪華な顔ぶれだった。
『アカデモ』誌の各記事には、非常に慎重にではあるが、同性愛的な要素が織り込まれていた。ダデルスワルはこのことをエクハウトへの手紙で明かしている。つまり同誌の詩、記事、ブールスタンの連載小説「Les Fréquentations de Maurice」は同性愛的な雰囲気に貫かれていたのである。このことは、『アカデモ」誌はフランス語圏では最初の同性愛者向けの雑誌だったことを意味している。しかし、『アカデモ』誌の寄稿者のうち同性愛者といえるのはせいぜい10％程度だった。同性愛をテーマとするという点では、『アカデモ』は1896年から1931年にかけてアドルフ・ブラントが主宰したドイツ語雑誌『デア・アイゲネ』とも共通する要素を持っていた。この共通点は偶然ではなく、ダデルスワルはドイツの出版界の状況について研究し、同性愛が社会に受け入れられるための踏み台として『アカデモ』を創刊したのである。ダデルスワル自身、ブラントやマグヌス・ヒルシュフェルト博士と文通をしていた。
だが『アカデモ』誌は1年しか続かず、12号、およそ2000ページで廃刊した。廃刊の理由は、一応は主宰するダデルスワル＝フェルサンにとって費用がかかり過ぎるためだったと考えられている。エクハウトへの手紙の中で、ダデルスワルは自分の雑誌に対するメディアや一般大衆の関心の無さへの苛立ちを見せている。しかし、メディアや一般大衆は無視ばかりでなく、雑誌に対する敵意を示し、それが廃刊への圧力になったことは間違いない。

## 著作
- Conte d'amour (1898)
- Chansons légères (1900)
- Musique sur tes lèvres (Ebauches et Débauches) (1901)
- Notre-Dame des mers mortes (1902)
- Les Cortèges qui sont passés (1903)
- Lord Lyllian (1905) 邦訳『リリアン卿 ―黒弥撒』（大野露井訳、国書刊行会、2016）
- Une jeunesse (1907)
- Le baiser de Narcisse (1907)
- Et le feu s’éteignit sur la mer (1909)
- Hei Hsiang (Le parfum noir) (1921)